# Dita Saxová
Dita Saxová és una pel·lícula de drama social de Txecoslovàquia de 1968 dirigida per Antonín Moskalyk, basada en la novel·la homònima de l'escriptor txec Arnošt Lustig.

## Sinopsi
Dita és una jove jueva de 18 anys que ha perdut als seus pares en la II Guerra Mundial. Viu en una residencia per orfes de la comunitat jueva, on té diverses amigues en la seva mateixa situació. A causa de la seva gran bellesa, els pretendents no li falten, però no pot oblidar la humiliació i els horrors de la guerra a l'hora d'establir amors o amistats. Així que marxa a Suïssa com a membre de la Comissió de la Creu Roja, on també es troba desarrelada.

## Repartiment
- Krystyna Mikolajewska... Dita Saxová
- Bohus Záhorský 	... 	Professor Munk
- Karel Höger... 	pan Gottlob
- Martin Ruzek... 	Dr. Fritz
- Noemi Sixtová... 	Tonicka
- Jaroslava Obermaierová 	... 	Liza
- Yvonne Prenosilová 	 ... 	Britta
- Dana Syslová ... 	Linda
- Josef Abrhám	 ... 	D.E. Huppert
- Ladislav Potmesil ... 	Fici Neugeborn
- Jirí Menzel 	... 	Herbert Lagus

## Premis
Va participar en la secció oficial del Festival Internacional de Cinema de Sant Sebastià 1968, on hi va guanyar una Conquilla de Plata amb la pel·lícula hongaresa Nyar a hegye.